# Municipio de Derinda
El municipio de Derinda (en inglés: Derinda Township) es un municipio ubicado en el condado de Jo Daviess en el estado estadounidense de Illinois. En el año 2010 tenía una población de 321 habitantes y una densidad poblacional de 3,35 personas por km².

## Geografía
El municipio de Derinda se encuentra ubicado en las coordenadas 42°14′15″N 90°9′16″O / 42.23750, -90.15444. Según la Oficina del Censo de los Estados Unidos, el municipio tiene una superficie total de 95.88 km², de la cual 95,72 km² corresponden a tierra firme y (0,16 %) 0,16 km² es agua.

## Demografía
Según el censo de 2010, había 321 personas residiendo en el municipio de Derinda. La densidad de población era de 3,35 hab./km². De los 321 habitantes, el municipio de Derinda estaba compuesto por el 99,07 % blancos, el 0,31 % eran asiáticos y el 0,62 % eran de una mezcla de razas. Del total de la población el 0,31 % eran hispanos o latinos de cualquier raza.